# Tacticité
En chimie, la tacticité est le degré et la forme de régularité de la répartition des groupements substituants par rapport à la chaîne aliphatique principale dans les homopolymères vinyliques, acryliques et apparentés. Pour un même composé, la tacticité peut varier en fonction des conditions de polymérisation. Pour les copolymères, on parle de cotacticité.
L'appréciation de la tacticité fait usage d'un ensemble de motifs de répétition. Pour décrire la conformation (disposition dans l'espace) des séquences plus longues, on emploie les termes « diade », « triade », « tétrade », etc. Les possibilités stéréochimiques sont nombreuses.

## Structure configurationnelle
Une macromolécule se développe dans trois directions de façon identique. Chaque maillon peut prendre certaines configurations. On distingue trois types de polymères :
- atactique : les motifs de répétition qui renferment des carbones asymétriques se succèdent sans ordre donné (répartition aléatoire des substituants R). Un polymère atactique ne peut pas cristalliser. En effet, pour former un réseau cristallin, une chaîne moléculaire doit avoir une forme géométrique régulière constamment reproduite de maillon en maillon.

Exemple : le polypropylène atactique (PPa), un oligomère obtenu par les procédés de polymérisation conventionnels. Il présente de faibles propriétés thermomécaniques et, de ce fait, sa production industrielle est faible ;

De haut en bas : microstructure d'un polymère vinylique : polypropylène isotactique (PPi) et syndiotactique (PPs). Dans ce cas, R=CH_{3}.

- isotactique : la répartition des substituants sur les carbones asymétriques est uniforme le long de la chaîne principale. Le polymère (ou l'oligomère) possède une symétrie élevée.

Un exemple connu est celui du polypropylène isotactique, obtenu principalement par catalyse stéréospécifique type « Ziegler-Natta » (polymérisation coordinative). Cette polyoléfine est aussi préparée par une catalyse à base de métallocènes, avec un rendement très élevé.
Le PPi est hautement cristallisable, il en résulte un réseau hélicoïdal dense ;

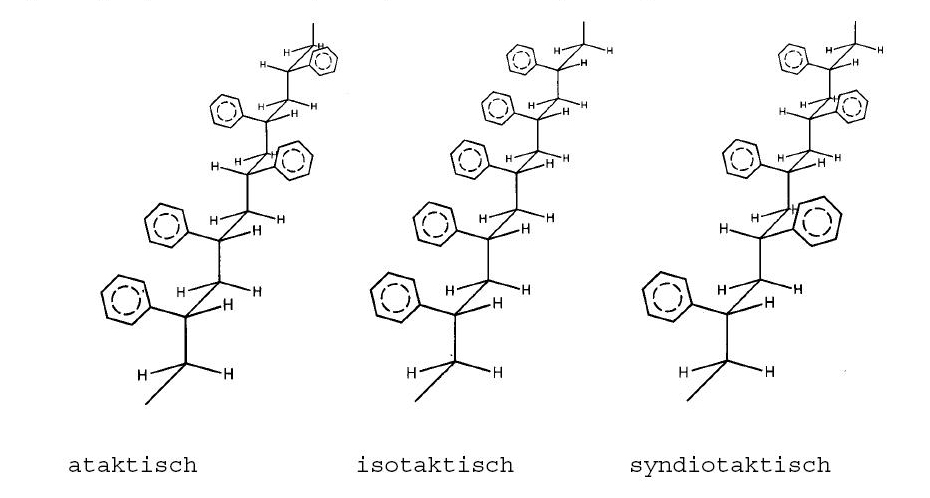
Les trois positions dans la configuration spatiale du polystyrène. De gauche à droite : polystyrène atactique, isotactique et syndiotactique (SPS, matière plastique technique).

- syndiotactique : les substituants sont répartis alternativement d'un côté et de l'autre de la chaîne. Ce type d'enchaînement présente, lui aussi, une symétrie importante.

Exemples : le polypropylène et le polystyrène syndiotactiques, préparés à partir de catalyseurs métallocènes.
Il existe également, de manière moins courante, des enchaînements isotactiques par blocs (anisotactiques), isotactiques-atactiques par blocs ou bien encore hémi-isotactiques.

## Effet sur la température de transition vitreuse
Le tableau suivant montre l'effet de la tacticité des polymères sur leur température de transition vitreuse :
| Polymère                    | Syndiotactique | Atactique | Isotactique |
| --------------------------- | -------------- | --------- | ----------- |
| Polypropylène               | −4 °C          | −6 °C     | −18 °C      |
| Polystyrène                 | 105 °C         | 100 °C    | 87 °C       |
| Polyméthacrylate de méthyle | 160 °C         | 105 °C    | 43 °C       |

Généralement, les polymères syndiotactiques ont la température de transition vitreuse la plus élevée alors que les polymères isotactiques ont la plus basse. 

## Techniques de mesure de la tacticité
L'étude de la tacticité (ou de la cotacticité) des polymères peut se faire au moyen de la spectroscopie de RMN, la spectrométrie de masse à ionisation secondaire, la spectroscopie infrarouge, et la diffractométrie de rayons X.
La tacticité est généralement indiquée en pourcentage, à l'aide de l'indice d'isotacticité. Dans le cas des thermoplastiques à base de polypropylène et de copolymères de propylène, la détermination de cet indice peut avoir lieu en déterminant le pourcentage de matières qui peuvent être extraites de ces plastiques par le n-heptane bouillant.